# Citosol

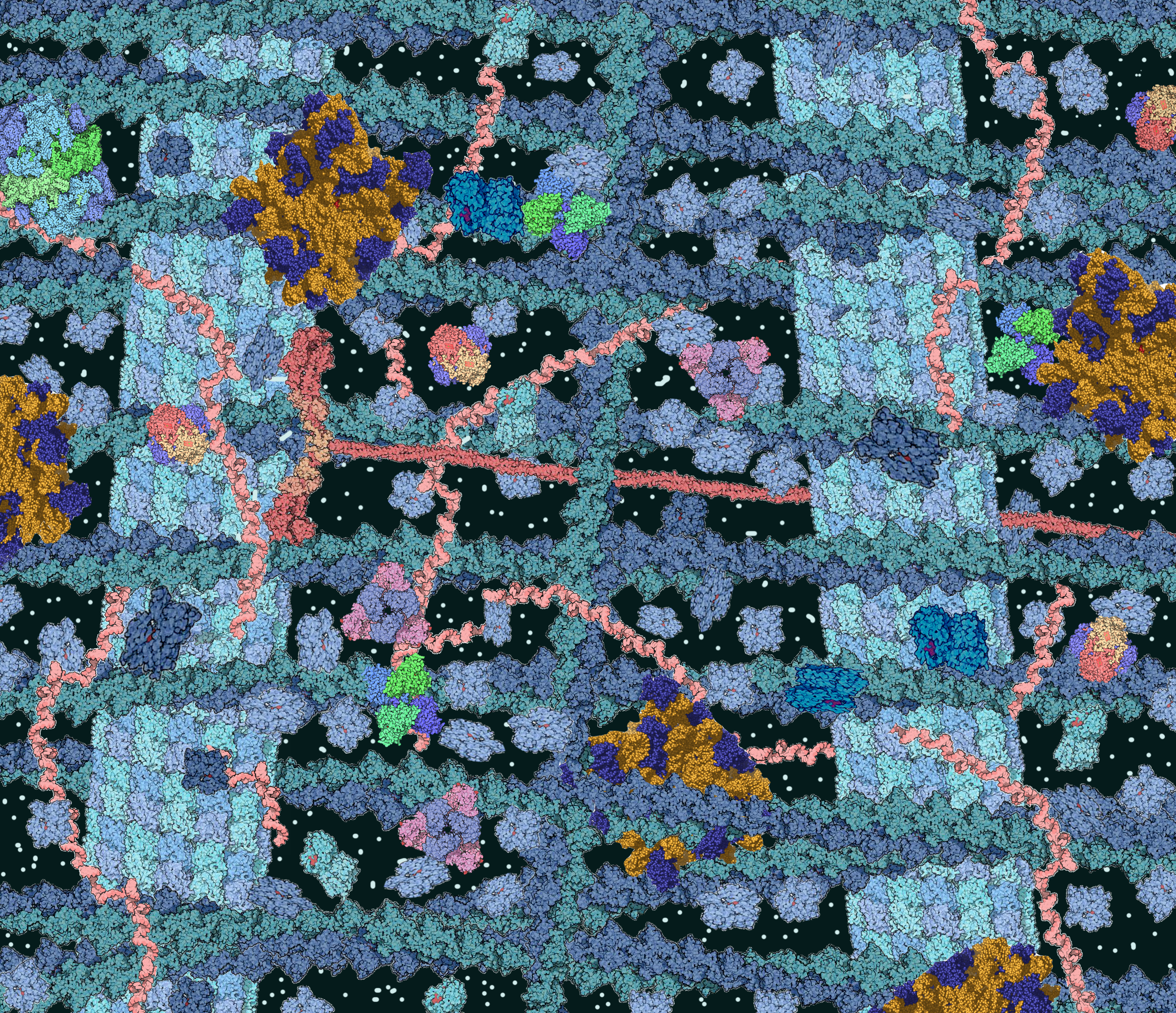
Il citosol è una soluzione affollata da molti diversi tipi di molecole e che riempie gran parte del volume delle cellule.

Il citosol o fluido intracellulare (ICF) è il liquido che si trova all'interno delle cellule. Esso è suddiviso in compartimenti per mezzo delle membrane. Ad esempio, la membrana mitocondriale separa il mitocondrio in molti compartimenti.
Nella cellula eucariotica, il citosol si trova all'interno della membrana cellulare ed è parte del citoplasma, che comprende anche i mitocondri, i plastidi e altri organelli (ma non i loro fluidi interni e le strutture); il nucleo cellulare è separato. Nei procarioti, la maggior parte delle reazioni chimiche del metabolismo avvengono nel citosol, mentre solo poche si svolgono nelle membrane o nello spazio periplasmico. Negli eucarioti, mentre molte vie metaboliche avvengono ancora nel citoplasma, altre si svolgono all'interno degli organelli.
Il citosol è una miscela complessa di sostanze disciolte in acqua. Anche se l'acqua costituisce la grande maggioranza del citosol, la struttura e le proprietà che si trovano all'interno delle cellule non sono ancora del tutto ben comprese. Le concentrazioni di ioni come sodio e potassio sono diverse nel citosol rispetto al fluido extracellulare; queste differenze nei livelli di ioni sono importanti nei processi quali l'osmoregolazione, la segnalazione cellulare e la generazione di potenziali di azione nelle cellule eccitabili, come le cellule endocrine, nervose e muscolari. Il citosol contiene anche grandi quantità di macromolecole, che possono alterare il comportamento di altre molecole, come attraverso l'affollamento macromolecolare.
Anche se in principio si riteneva che fosse una soluzione di molecole, il citosol vanta più livelli di organizzazione. Questi includono i gradienti di concentrazione di piccole molecole come il calcio, e grandi complessi di enzimi che agiscono insieme per effettuare percorsi metabolici e complessi multiproteici quali proteasomi e carbossisoma che racchiudono e separano parti del citosol.

## Definizione
Il termine citosol è stato introdotto nel 1965 da H.A. Lardy e inizialmente si riferiva al liquido che veniva prodotto rompendo le cellule e passando tutti i componenti insolubili all'ultracentrifugazione. Tale estratto cellulare solubile non è identico alla parte solubile del citoplasma cellulare e di solito è chiamato frazione citoplasmatica. Il termine citosol viene ora utilizzato per fare riferimento alla fase liquida del citoplasma in una cellula intatta. Ciò esclude qualsiasi parte del citoplasma contenuta all'interno di organelli. A causa della possibilità di confusione tra l'uso della parola "citosol" per indicare sia gli estratti di cellule e la parte solubile del citoplasma nelle cellule intatte, il termine "citoplasma acquoso" è stato utilizzato per descrivere il contenuto liquido del citoplasma delle cellule viventi.

## Proprietà e composizione
La proporzione rappresentata dal citosol del volume di una cellula è variabile: per esempio esso costituisce la maggior parte della struttura cellulare nei batteri, nelle cellule vegetali la zona principale è invece il grande vacuolo centrale. Il citosol consiste principalmente di acqua, ioni disciolti, piccole molecole e grandi molecole idrosolubili (come le proteine). La maggior parte di queste molecole non proteiche possiedono una massa molecolare inferiore a 300 Da. Questa miscela di piccole molecole è straordinariamente complessa, come la varietà di molecole che sono coinvolti nel metabolismo (metaboliti) che risulta immenso. Ad esempio, fino a 200.000 diverse piccole molecole possono essere create nelle piante, anche non tutte saranno presenti nella stessa specie o in una singola cellula. Le stime del numero di metaboliti nelle singole cellule, come ad esempio nell'Escherichia coli o nel lievito di birra, prevedono che ve ne siano circa 1.000.

### Acqua
La maggior parte del citosol è costituito da acqua, che rappresenta circa il 70% del volume totale di una tipica cellula. Il pH del liquido intracellulare è 7,4 mentre il pH citosolico umano varia tra 7,0 -7,4, e solitamente è maggiore se una cellula è in crescita. La viscosità del citoplasma è circa la stessa dell'acqua pura, anche se la diffusione di piccole molecole attraverso questo liquido è di circa quattro volte più lenta rispetto all'acqua pura, soprattutto a causa delle collisioni con il grande numero di macromolecole presenti. Studi effettuati sulle artemie hanno esaminato come l'acqua modifica le funzioni delle cellule; essi hanno evidenziato che una riduzione del 20% della quantità di acqua in una cellula è in grado di inibire il metabolismo, infatti con la progressiva diminuzione delle attività metaboliche la cellula si secca e tutta l'attività metabolica si arresta quando il livello dell'acqua raggiunge il 70% inferiore alla norma.
Sebbene l'acqua sia fondamentale per la vita, la struttura di essa nel citosol non è ancora ben compresa, soprattutto perché metodi come la spettroscopia di risonanza magnetica nucleare forniscono solo informazioni sulla struttura media dell'acqua e non possono evidenziare variazioni locali su scala microscopica. Anche la struttura dell'acqua pura è scarsamente compresa, a causa della sua capacità di formare strutture come cluster d'acqua attraverso legami idrogeno.
La visione classica dell'acqua nelle cellule è che circa il 5% di essa sia fortemente legata dai soluti o dalle macromolecole come l'acqua di solvatazione, mentre la maggior parte ha la stessa struttura dell'acqua pura. Questa acqua di solvatazione non è attiva nell'osmosi e può avere differenti proprietà come solventi, in modo che alcune molecole disciolte sono escluse, mentre altre diventano concentrate. Tuttavia, altri sostengono che gli effetti delle alte concentrazioni di macromolecole nelle cellule si estendono per tutto il citosol e che l'acqua presente nelle cellule si comporti molto diversamente dall'acqua delle soluzioni diluite. Queste teorie comprendono l'ipotesi che le cellule contengano zone di acqua a bassa e ad alta densità e ciò potrebbe comportare effetti diffusi sulle strutture e sulle funzioni delle altre parti di essa. Tuttavia, l'uso di metodi avanzati di risonanza magnetica nucleare, al fine di misurare direttamente la mobilità dell'acqua nelle cellule viventi contraddice questa idea, suggerendo che l'85% dell'acqua agisca sulla cellula come acqua pura, mentre il resto risulta meno mobile e probabilmente destinata alle macromolecole.

### Ioni
Le concentrazioni degli ioni nel citosol sono molto diverse da quelle nel liquido extracellulare e il citosol contiene anche quantità molto elevate di macromolecole cariche, come proteine e acidi nucleici, superiori all'esterno della struttura cellulare.
| Ioni                       | Concentrazione nel citoplasma (millimolare) | Concentrazione nel sangue (millimolare) |
| -------------------------- | ------------------------------------------- | --------------------------------------- |
| Potassio                   | 139                                         | 4                                       |
| Sodio                      | 12                                          | 145                                     |
| Cloruro                    | 4                                           | 116                                     |
| Idrogenocarbonato          | 12                                          | 29                                      |
| Amminoacidi nelle proteine | 138                                         | 9                                       |
| Magnesio                   | 0.8                                         | 1.5                                     |
| Calcio                     | <0.0002                                     | 1.8                                     |

A differenza del fluido extracellulare, il citosol possiede un'alta concentrazione di ioni potassio e una bassa concentrazione di ioni di sodio. Questa differenza di concentrazione di ioni è fondamentale per l'osmoregolazione, poiché se i livelli di ioni fossero gli stessi all'interno e all'esterno di una cella, l'acqua entrerebbe costantemente per osmosi, poiché i quantitativi di macromolecole all'interno delle cellule sono superiori ai quelli esterni. Invece, gli ioni di sodio vengono espulsi e gli ioni potassio inseriti per mezzo della pompa sodio-potassio, gli ioni di potassio poi diminuiscono il loro gradiente di concentrazione attraverso i canali ionici di selezione del potassio, ciò comporta una perdita di carica positiva che crea un potenziale di membrana negativo. Per bilanciare questa differenza di potenziale, anche gli ioni negativi di cloruro escono dalla cellula, attraverso canali selettivi del cloro. La perdita di ioni sodio e cloro compensa l'effetto osmotico della maggiore concentrazione di molecole organiche all'interno della cellula.
Le cellule sono in grado di realizzare ancora più grandi cambiamenti osmotici accumulando osmoprotettori quali betaine o trealosio nel loro citoplasma. Alcune di queste molecole permettono alle cellule di sopravvivere anche se sono completamente asciugate e permettono ad un organismo di entrare in uno stato di vita ametabolico chiamato criptobiosi. In questo stato, il citoplasma e gli osmoprotettori diventano simili al vetro solido e ciò aiuta a stabilizzare le proteine e le membrane cellulari dagli effetti dannosi del disseccamento.
La bassa concentrazione di calcio nel citosol permette agli ioni calcio di funzionare come secondo messaggero nella segnalazione del calcio. Qui, un segnale, ad esempio un ormone o un potenziale d'azione apre i canali del calcio in modo che entri nel citosol. Questo improvviso aumento di calcio citosolico attiva altre molecole di segnalazione, quali calmodulina e protein-chinasi C. Altri ioni, come il cloruro di potassio possono anch'essi possedere funzioni di segnalazione nel citosol, ma queste non sono ancora ben comprese.

### Macromolecole
Le molecole proteiche che non legano alle membrane cellulari o al citoscheletro vengono sciolti nel citosol. La quantità di proteine nelle cellule è estremamente elevata e si avvicina a 200 mg/ml, che occupa circa il 20%-30% del volume totale del citosol. Tuttavia, misurare con precisione la quantità di proteine disciolta nel citosol nelle cellule intatte è difficile, poiché alcune proteine sembrano essere debolmente associate con le membrane o gli organuli delle cellule intere e vengono rilasciati in soluzione appena avvine la lisi cellulare. In effetti, negli esperimenti in cui la membrana plasmatica delle cellule è stata accuratamente rotta utilizzando la saponina, senza danneggiare le altre membrane cellulari, soltanto circa un quarto delle proteine cellulari è stata rilasciata. Queste cellule sono in grado di sintetizzare le proteine se dispongono degli aminoacidi e dell'ATP, implicando molti degli enzimi presenti nel citosol che sono collegati al citoscheletro. Tuttavia, la teoria che la maggior parte delle proteine delle cellule siano strettamente legate in una rete chiamata reticolo microtrabecolare è ora è vista come improbabile.
Nei procarioti, il citosol contiene il genoma della cellula, all'interno di una struttura nota come nucleoide. Questo è una massa irregolare di DNA e proteine associate che controllano la trascrizione e la replicazione dei cromosomi batterici e dei plasmidi. Negli eucarioti, invece, il genoma si trova nel nucleo della cellula, che è separato dal citosol da pori nucleari che bloccano la libera diffusione di qualsiasi molecola più grande di circa 10 nanometri di diametro.
L'elevata concentrazione di macromolecole nel citosol provoca un effetto chiamato affollamento macromolecolare, che avviene quando si riscontra l'aumento della concentrazione effettiva di altre macromolecole, poiché hanno meno volume per muoversi. Questo effetto affollamento può produrre grandi cambiamenti nella velocità di reazione e nell'equilibrio chimico delle reazioni che avvengono nel citosol. È particolarmente importante nella sua capacità di alterare le costanti di dissociazione favorendo l'associazione di macromolecole, ad esempio quando più proteine si uniscono per formare complessi proteici o quando le proteine che legano il DNA si legano ai loro bersagli nel genoma.

## Organizzazione
Sebbene i componenti del citosol non sono separati in regioni tramite membrane cellulari, questi componenti non si mescolano sempre in modo casuale e diversi livelli di organizzazione esistono e possono localizzare le molecole specifiche.

### Gradienti di concentrazione
Anche se le piccole molecole si diffondono rapidamente nel citosol, possono ancora essere creati dei gradienti di concentrazione. Un esempio ben studiato di questi sono le "scintille di calcio" che vengono prodotte per un breve periodo nella regione intorno a un canale del calcio aperto. Essi hanno un diametro di circa 2 micrometri e durano solo pochi millisecondi, anche se diverse scintille possono fondersi per formare pendenze più grandi, chiamate "onde di calcio". I gradienti di concentrazione di altre piccole molecole, come ossigeno e adenosina trifosfato possono essere prodotti nelle cellule intorno a gruppi di mitocondri, tuttavia questi sono meno conosciuti.

### Complessi proteici
Le proteine possono associarsi per formare complessi proteici. Questi spesso contengono una serie di proteine con funzioni simili, come enzimi che svolgono più passi nella stessa via metabolica. Questa organizzazione può consentire la canalizzazione del substrato, che avviene quando il prodotto di un enzima viene passato direttamente al secondo enzima, attraverso un percorso, senza essere rilasciato nella soluzione. La canalizzazione è in grado di rendere un percorso più rapido ed efficiente rispetto a quanto lo fosse se gli enzimi fossero casualmente distribuiti nel citosol ed è anche in grado di prevenire il rilascio di intermedi instabili di reazione. Anche se una grande varietà di vie metaboliche coinvolgono enzimi strettamente legati tra loro, altre possono coinvolgere complessi più scarsamente associati che sono molto più difficili da studiare all'esterno della cellula. Di conseguenza, l'importanza di questi complessi per il metabolismo in generale rimane poco chiaro.

### Comparti proteici

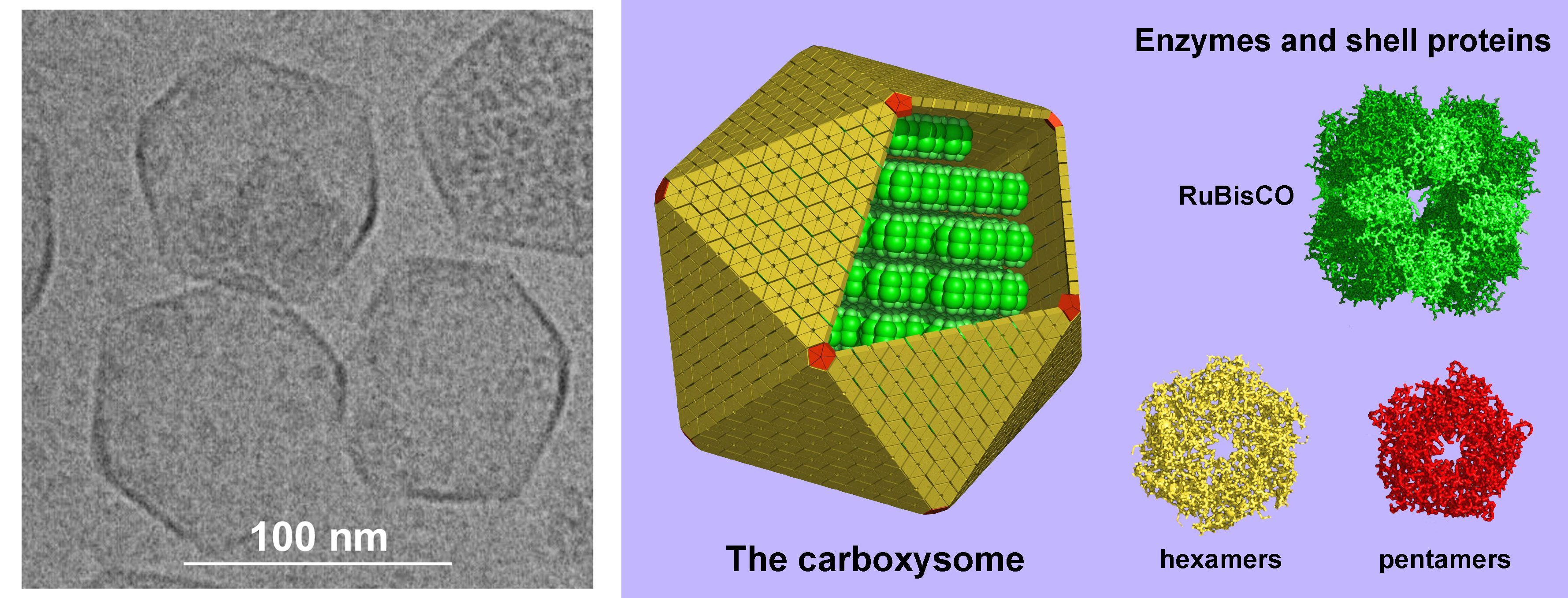
I carbossisomi sono microcompartimenti batterici che si trovano nel citosol. Sulla sinistra vi è un'immagine al microscopio elettronico e a destra un modello della loro struttura.

Alcuni complessi proteici contengono una grande cavità centrale che risulta isolata dal resto del citosol. Un esempio di una tale cavità è il proteosoma. Esso è una serie di subunità che formano una zona vuota contenente proteasi che degradano le proteine citosoliche. Poiché sarebbe dannoso se queste fossero miscelate liberamente con il resto del citosol, il complesso è costituito da un insieme di proteine regolatrici che riconoscono (ubiquitinazione) quelle da degradare indirizzandole verso la cavità proteolitica.
Un altro grande classe di comparti proteici sono i microcompartimenti batterici, che sono fatti di un involucro proteico che incapsula diversi enzimi. Questi comparti sono in genere circa grandi da 100 a 200 nanometri e fatti di proteine ad incastro. Un esempio ben capito è il carbossisoma, che contiene enzimi coinvolti nella fase di fissazione del carbonio nella fissazione del carbonio della ribulosio-bisfosfato carbossilasi.

### Setacciatura del citoscheletro
Sebbene il citoscheletro non faccia parte del citosol, la presenza di questa rete di filamenti limita la diffusione delle particelle di grandi dimensioni nella cellula. Ad esempio, in diversi studi le particelle grandi circa 25 nanometri (circa la dimensione di un ribosoma) sono state escluse dalle zone del citosol intorno ai bordi della cellula e vicino al nucleo. Questi "comparti esclusi" possono contenere un reticolo molto più denso di fibre di actina rispetto al resto del citosol. Questi microdomini potrebbero influenzare la distribuzione delle grandi strutture come i ribosomi e gli organuli all'interno del citoplasma escludendoli da alcune zone e concentrandoli in altre.

## Funzione
Il citosol non ha una sola funzione, al contrario è il sito di multipli processi cellulari. Un esempio di questi processi include la trasduzione del segnale dalla membrana cellulare ai siti all'interno della cellula, come il nucleo della cellula, o altri organuli. Questo comparto è anche il sito di molti dei processi di citochinesi, dopo la separazione della membrana nucleare durante la mitosi. Un'altra importante funzione del citosol è quella di trasportare i metaboliti dal loro sito di produzione verso la zona in cui verranno utilizzati. Questo è relativamente semplice per le molecole idrosolubili, come gli amminoacidi, che possono diffondersi rapidamente attraverso il citosol. Tuttavia, le molecole idrofobe, come gli acidi grassi o gli steroli, possono essere trasportati attraverso citosol solo mediante specifiche proteine di legame, che spostano queste molecole tra le membrane cellulari. Le molecole inglobate nella cellula mediante endocitosi o quelle secrete possono essere trasportate attraverso il citosol all'interno delle vescicole, che sono piccole sfere lipidiche che vengono spostate lungo il citoscheletro grazie all'azione di proteine motrici.
Il citosol è il sito dove avvengono la maggior parte dei processi metabolici nei procarioti e una gran parte di essi negli eucarioti. Ad esempio, nei mammiferi circa la metà delle proteine della cellula sono localizzate nel citosol. I dati più completi sono disponibili per il lievito, dove le ricostruzioni metaboliche indicano che la maggior parte dei processi metabolici e metaboliti si verificano nel citosol. Le principali vie metaboliche che si realizzano nel citosol degli animali consistono nella biosintesi proteica, la via dei pentoso fosfati, la glicolisi e la gluconeogenesi. La localizzazione dei percorsi può essere differente negli altri organismi: per esempio, nelle piante la sintesi degli acidi grassi avviene nei cloroplasti mentre nei apicomplexa avviene degli apicoplasti.